# Roascio
Roascio (Roass in piemontese) è un comune italiano di 89 abitanti della provincia di Cuneo in Piemonte.

## Società

### Evoluzione demografica
La popolazione residente dal 1911 in poi è diminuita del 75%.
Abitanti censiti

## Amministrazione
Di seguito è presentata una tabella relativa alle amministrazioni che si sono succedute in questo comune.
| Periodo        | Periodo        | Primo cittadino          | Partito                     | Carica  | Note  |
| -------------- | -------------- | ------------------------ | --------------------------- | ------- | ----- |
| 25 giugno 1985 | 22 maggio 1990 | Vittorio Alfonso Faroppa | Democrazia Cristiana        | Sindaco | [ 5 ] |
| 22 maggio 1990 | 24 aprile 1995 | Aldo Minazzo             | lista civica                | Sindaco | [ 5 ] |
| 24 aprile 1995 | 14 giugno 1999 | Aldo Minazzo             | centro                      | Sindaco | [ 5 ] |
| 14 giugno 1999 | 14 giugno 2004 | Aldo Minazzo             | -                           | Sindaco | [ 5 ] |
| 14 giugno 2004 | 8 giugno 2009  | Paola Rebora             | lista civica                | Sindaco | [ 5 ] |
| 8 giugno 2009  | 26 maggio 2014 | Aldo Minazzo             | lista civica                | Sindaco | [ 5 ] |
| 26 maggio 2014 | 27 maggio 2019 | Aldo Minazzo             | lista civica Grappolo d'uva | Sindaco | [ 5 ] |
| 27 maggio 2019 | in carica      | Aldo Minazzo             | lista civica                | Sindaco | [ 5 ] |

### Altre informazioni amministrative
Il comune faceva parte della Comunità montana Alto Tanaro Cebano Monregalese.